# Discestra italica
Discestra italica là một loài bướm đêm trong họ Noctuidae.